# Georges Potut
Georges Potut, né le 25 juin 1900 à Paris (5e arrondissement) et mort le 5 août 1989 à Merlines (Corrèze), est un enseignant et homme politique français.

## Biographie

### Jeunesse et études
Georges Potut suit des études de droit et obtient une licence en droit ainsi qu'un DES d'économie politique et de droit public. Il est diplômé de l'École libre des sciences politiques.

### Parcours professionnel
Il enseigne à partir de 1927 à l'École des hautes études internationales et à l'École supérieure de journalisme de Paris. Il se spécialise dans les questions économiques et financières.
Secrétaire du bureau national du Parti radical, il est parachuté dans le département de la Nièvre en 1932. Il y est élu député, mandat qu'il conserve jusqu'en 1940. En 1935, il est élu maire de Decize, et conseiller général. En tant que député, il vote en faveur de la création d'une École nationale d'administration telle que proposée par Jean Zay.
Le 10 juillet 1940, il vote les pleins pouvoirs au maréchal Pétain et accepte le poste de préfet de la Loire en 1941. En 1944, il devient commissaire général au ministère de la Production et des Communications, mais est révoqué par le général de Gaulle. Inéligible à la Libération du fait de son vote le 10 juillet 1940, il reprend sa carrière d'enseignant et de journaliste, tout en essayant, en vain, de revenir dans la vie politique.
Il est président de l'École des hautes études sociales de 1965 à 1982. Il avait épousé Françoise Marie Geneviève Dalaise (1910-2003). Il était le père de la journaliste Françoise Varenne (1939-2019).

## Sources
- « Georges Potut », dans le Dictionnaire des parlementaires français (1889-1940), sous la direction de Jean Jolly, PUF, 1960 [détail de l’édition]